# 納姆比 (新墨西哥州)
納姆比（英語：Nambe）是位於美國新墨西哥州聖菲縣的普查規定居民點。

## 人口
根據2020年美國人口普查的數據，納姆比的面積為0.03平方千米，皆為陸地。當地共有人口1970人，而人口密度為每平方千米65,666.67人。